# Maine Road
Maine Road fue un estadio de fútbol ubicado en Moss Side, Mánchester, Inglaterra. Fue la sede del Manchester City Football Club desde su construcción en 1923 hasta su cierre en 2003.
Cuando abrió por primera vez, el estadio fue el campo de juego más grande de un equipo en Inglaterra, y la segunda más grande del país después del Wembley Stadium. El registro de asistencia de Maine Road se estableció en 1934, cuando 84.569 personas asistieron a un empate en la FA Cup entre el Manchester City Football Club y el Stoke City, un récord para un club de Inglaterra (la final de la FA Cup de 1923 posee el récord mundial). El diseño del estadio cambió varias veces a lo largo de sus 80 años de historia. Antes de su clausura, Maine Road contaba con asientos para todos los espectadores, con una capacidad para 35.150 de ellos.
La temporada 2002-03 fue la última del Manchester City Football Club en Maine Road, con el último partido jugado el 11 de mayo de 2003, perdiendo 1-0 el City frente al Southampton F.C. con un gol convertido por el defensor sueco Michael Svensson. La temporada siguiente, el equipo se trasladó a su nueva casa, el Estadio Ciudad de Mánchester en el este de Mánchester. Maine Road fue demolido en 2004.

## Construcción
Los planes de construcción de Maine Road se anunciaron por primera vez en mayo de 1922, tras una decisión adoptada por el Manchester City Football Club de abandonar sus terrenos de Hyde Road, que no tenía espacio para la expansión y habían sido dañados por el fuego en 1920. Se propuso un sitio en Belle Vue, Mánchester Oriental, pero a ocho acres de la zona de emplazamiento se considera insuficiente. Para muchos aficionados de la ciudad de Mánchester el este se considera la casa de la ciudad y muchos se sintieron decepcionados cuando un sitio en el sur de Mánchester fue elegida. Los dieciséis y cuarto acres fueron adquiridos por £ 5.500, y la construcción comenzó a fines de 1922. Los planes del arquitecto Charles Swain proponían una capacidad de 120.000 de terreno basado en el diseño de Hampden Park, aunque estos planes se redujeron para dar cabida a una capacidad de 80.000 personas. Sin embargo, con esta cifra era el segundo más grande del país, detrás de Wembley Stadium y fue etiquetado como el "El Wembley del Norte". Wembley, en Londres había abierto sólo unos meses antes y el desarrollo simultáneo fue una fuente de rivalidad entre el norte y el sur de las divisiones de constructores Sir Robert McAlpine, que construyeron ambos estadios. Durante la construcción, la reputación de la cancha fue maldecida por un gitano cuando funcionarios del City desalojaron un gitano acampando en la zona. Sin embargo, la maldición gitana es probable que sea un mito urbano. La construcción tomó 300 días, el costo total fue de £ 100.000. El diseño inicial de Maine Road consistió de una cubierta de pie con una capacidad de 10 000, al descubierto y terrazas sobre las otras tres partes, con suaves curvas de la conexión de las esquinas.

## Primeros años
El primer partido en Maine Road tuvo lugar el 25 de agosto de 1923, y 56.993 aficionados vieron al club ganar al Sheffield F.C. por 2 a 1. Los primeros cambios en el terreno tuvieron lugar en 1931, cuando el ángulo entre el principal y el Stand Platt Lane grada sur de Main Road fue reconstruido para incorporar un techo. La mayor asistencia en el Reino Unido a un partido de fútbol de cualquier tipo en el terreno de un club fue en Maine Road en el 3 de marzo de 1934, cuando el Manchester City venció al Stoke City ante 84.569 fanes en la 6 ª ronda de la FA Cup. Cambios en el Platt Lane final tuvieron lugar en 1935, se ampliaron las terrazas y el suministro de un techo para la tribuna de gente a pie. Esto marcó la capacidad tope de Main Road, estimada en torno a 88.000 espectadores. Se habían previsto otros cambios, pero se suspendieron cuando Manchester City descendió de la Football League First Division en 1938 y que abandonaron al terminar la Segunda Guerra Mundial.
El estadio fue compartido con el Manchester United durante un tiempo después de la Segunda Guerra Mundial, pues Old Trafford había sido parcialmente destruido durante la Segunda Guerra Mundial. La mayor asistencia en un partido de Liga en Maine Road tuvo lugar durante este período, cuando 83.260 personas vieron al Manchester United jugar con el Arsenal el 17 de enero de 1948. Esta cifra es un récord nacional para un partido de Liga.
Se instalaron luces en 1953, y en 1957, impulsado por la celebración de dos finales de la FA Cup en años sucesivos, la parte principal que enfrenta el Stand (que hasta ese momento eran conocidas como populares) fue renombrado Stand Kippax en honor una calle cercana. Durante los años 1960 y 1970, la Kippax convirtió en la parte de la tierra, donde el club de fanes más estruendosos se congregó. En 1963, se instalaron bancas en el Platt Lane Final, lo que supuso que en Maine Road había más escaños que cualquier otro club inglés de la época. La próxima gran remodelación llegó en la década de 1970, con la construcción de la North Stand, una grada elevada que permaneció en el lugar hasta el cierre de Maine Road. En los 80 hubo ambiciosos planes de mejoras: sin embargo, estos planes fueron dejados de lado debido a presiones financieras después de que el principal soporte del techo había sido sustituido por un coste de 1 millón de libras.

## Regeneración
En 1990, algunas zonas del terreno parecían anticuadas, y el Platt Lane stand fue demolido en 1992. Su lugar fue tomado por la plaza Umbro Stand. El stand fue rebautizado de nuevo a la Platt Lane Stand en la década de 1990. La era de la gran capacidad de alojamiento en Maine Road llegó a su fin en 1994, el estadio se convirtió en todos los asientos para cumplir con los requisitos del Informe Taylor con la demolición de la calle Terraza Kippax. El partido final, donde se permitió estar de pie tuvo lugar el 30 de abril de 1994, Chelsea a los visitantes para marcar un 2-2. Inmediatamente antes de la demolición la capacidad de la terraza Kippax era 18300. Un stand de tres niveles fue construido en su lugar, que a su conclusión fue la más alta en el país. El nuevo pabellón fue una impresionante instalación moderna, pero también hizo hincapié en la naturaleza fortuita en la que el terreno había sido de nuevo, como los cuatro lados eran de diferentes alturas y estilos de construcción.

## Reclasificación
Había planes de expansión en Maine Road para tener la capacidad de 45000 sentados, pero estas fueron abandonadas a favor del traslado a la ciudad de Mánchester Stadium de que se estaba construyendo para los Juegos de la Commonwealth en 2002.
El último partido competitivo antes de la clausura de la cancha tuvo lugar el 11 de mayo de 2003. Manchester City puso fin a la era de Maine Road con una derrota 1-0 a Southampton FC, el gol realizado por Michael Svensson. El partido final fue seguido por ejecuciones musicales de Drawn Boy y Doves.
Hacia el final de la vida de Maine Road hubo propuestas de otros equipos deportivos para hacer uso de la cancha después de la reubicación del City; Stockport County brevemente fueron vinculados con un movimiento, y en diciembre de 2000 la venta del equipo Unión Tiburones de Rugby, se ofrecieron un contrato de arrendamiento de la cancha. Sin embargo, ninguna de las propuestas llegó a buen término.
Una subasta de la tierra de instalaciones y accesorios tuvo lugar en julio de 2003, el aumento de £ 100,000, que fue donado a la comunidad en los proyectos de Moss Side. La demolición comenzó a finales de 2003, tomando siete meses. Dos años después, se dio el permiso para un nuevo desarrollo viviendas a tomar parte en el sitio, que consta de 474 casas.

## Campo de juego
Durante gran parte de su historia Maine Road fue el estadio de fútbol más grande de Inglaterra. Sin embargo, el ancho se cambió varias veces por los administradores que deseaban modificar el tamaño del terreno de juego para adaptarse a su estilo de juego. En la última temporada antes de que el terreno se cerrara, las dimensiones del terreno de juego fueron de 107 x 71 metros (117 x 77 2 / 3 yardas).

## Otros usos
Maine Road, Inglaterra, acogió dos partidos internacionales, el primero una derrota de 3-0 del País de Gales el 13 de noviembre de 1946, y el segundo, una victoria 9-2 ante Irlanda del Norte el 16 de noviembre de 1949, Inglaterra, en la fase de clasificación de la primera Copa Mundial. Además, una serie de partidos, en tiempos de guerra internacionales, se celebraron en el estadio. Maine Road también fue el lugar de celebración de una serie de partidos de la liga de rugby, tras los cuales fue la sede de la final del campeonato de liga de rugby varias veces entre 1938 y 1956.
El estadio fue utilizado para varias escenas en la película 1948 de la Copa del empate en Luna de Miel. Más recientemente, se ha utilizado en la película de 2000 There's Only One Jimmy Grimble 2003 y la ITV de drama La Segunda Venida, que protagoniza Christopher Eccleston.
Maine Road también acogió una serie de conciertos de rock, con grupos como The Rolling Stones, Queen, Fleetwood Mac, Bryan Adams, Jean Michel Jarre, David Bowie (en dos ocasiones), Bon Jovi y Guns N 'Roses mientras se llevaba a cabo obras en el estadio. Prince también actuó en el estadio dos veces a principios de los 90, como Pink Floyd en 1988 y David Cassidy En 1974.
El concierto de más alto perfil celebrado en Maine Road fue el de la banda local Oasis (fanes declarados del Manchester City), en abril de 1996, una actuación que más tarde fue lanzada en VHS y DVD, ...There And Then.

## Maine Road Football Club
Maine Road también da nombre a un equipo de fútbol de la liga, Maine Road F.C. El equipo, que en la actualidad juega en el Noroeste Condados, Una División de la Liga de Fútbol, fundado por un grupo de seguidores de Mánchester en 1955. El club basado anteriormente tuvo su sede en el club social adyacente a Maine Road.